# Štefan Rusnák
Štefan Rusnák (ur. 7 sierpnia 1971 w Trzcianie) – słowacki piłkarz występujący na pozycji napastnika oraz trener.

## Kariera klubowa
Swoją karierę rozpoczął w 1989 w Dukli Bańska Bystrzyca. W pierwszej lidze czechosłowackiej zadebiutował 3 grudnia 1989 w przegranym 0:1 meczu z Duklą Praga, a 22 sierpnia 1990 w wygranym 3:0 pojedynku ze Zbrojovką Brno strzelił swojego pierwszego gola w tych rozgrywkach. W sezonie 1990/1991 z 13 bramkami zajął 4. miejsce w klasyfikacji strzelców ligi.
W 1991 przeszedł do Slavii Praga, z której w 1992 był wypożyczony do Bohemians Praga. Następnie wrócił do Slavii, a w sezonie 1992/1993 wywalczył z nią wicemistrzostwo Czechosłowacji. Z kolei w sezonie 1993/1994 został w jej barwach wicemistrzem Czech.
W 1994 odszedł do Slovana Bratysława, z którym zdobył dwukrotnie mistrzostwo Słowacji (1995, 1996). Potem przeniósł się do zespołu 1. FC Košice, z którym w 1997 również wywalczył mistrzostwo kraju. W tym samym roku wrócił do Dukli Bańska Bystrzyca.
W 1999 został zawodnikiem niemieckiego zespołu BV Cloppenburg, a w sezonie 1999/2000 spadł z nim Regionalligi do Oberligi. W 2001 odszedł do ligowego rywala, zespołu VfB Oldenburg i spędził tam sezon 2001/2002. Następnie przeniósł do drużyny MŠK Žilina, z którą zdobył mistrzostwo Słowacji w 2003. Z Žiliny odszedł do drugoligowego klubu ŽP Šport Podbrezová, w którym w 2004 zakończył karierę.

## Statystyki ligowe
| Rozgrywki    | Poziom | Kraj           | Mecze | Gole |
| ------------ | ------ | -------------- | ----- | ---- |
| 1. liga      | I      | Czechosłowacja | 72    | 20   |
| 1. liga      | I      | Czechy         | 25    | 2    |
| 1. liga      | I      | Słowacja       | 135   | 35   |
| 2. liga      | II     | Słowacja       | 14    | 0    |
| Regionalliga | III    | Niemcy         | 33    | 13   |
| Oberliga     | IV     | Niemcy         | 59    | 22   |

## Kariera reprezentacyjna
W reprezentacji Słowacji zadebiutował 20 kwietnia 1994 w wygranym 4:1 towarzyskim meczu z Chorwacją, a 12 października 1994 w zremisowanym 2:2 pojedynku el. do ME 1996 z Izraelem strzelił swojego jedynego gola w kadrze. W latach 1994–1995 w drużynie narodowej rozegrał siedem spotkań.